# تکنوفمینیسم

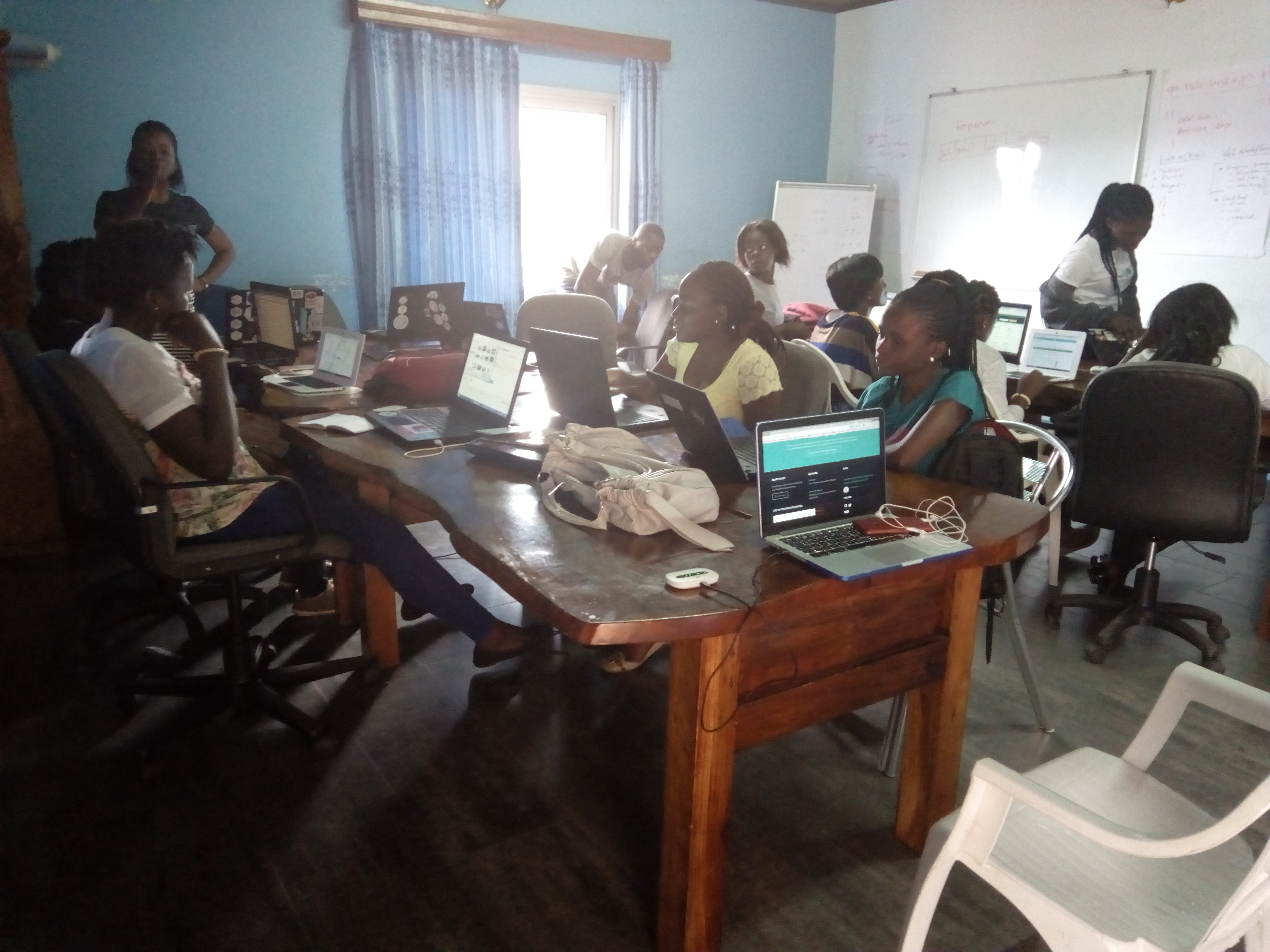
مواجهه فمینیسم با تکنولوژی

تکنوفمینیسم (به انگلیسی: Technofeminism)،‌ به بررسی نقش جنسیت در فناوری می‌پردازد و در ارتباط با اینترسکشنالیتی مورد بررسی قرار می‌گیرد. این اصطلاح را کیمبرلی کرنشا ابداع کرده است و روابط بین هویت‌های مختلف، مانند نژاد، وضعیت اجتماعی-اقتصادی، میل جنسی، جنسیت و موارد دیگر را تحلیل می‌کند. بسیاری از محققین در مورد فقدان دانش فنی فمینیستی در مبحث تکنوفمینیسم از سوی کرنشا، به‍ویژه در زمینه تحقیقات فناورانه فراگیر صحبت کرده‍اند.
دغدغه اصلی تکنوفمینیسم، رابطه بین هنجارهای تاریخی و اجتماعی و طراحی و اجرای فناوری است. دانشمندان تکنوفمینیست فعالانه تلاش می‌‍کنند تا نابرابری‌های نادیده‌گرفته‌شده در سیستم‌ها را روشن کنند و راه‌حل‌هایی برای مبارزه با آن‌ها ارائه دهند. آن‌ها همچنین تحقیق می‌کنند که چگونه می‌توان از فناوری برای اهداف مثبت، به‌ویژه برای گروه‌های به حاشیه‌رانده استفاده کرد.

## کتابتکنوفمینیسم
تکنوفمینیسم کتابی است از جودی وایکمن، جامعه‌شناس دانشگاهی که رابطه بین جنسیت و فناوری را دوباره چارچوب می‌دهد و خوانشی فمینیستی از رابطه زن و ماشین ارائه می‌دهد. این کتاب یکی از عوامل کلیدی در ظهور فن‌شناسی فمینیستی به‌عنوان یک حوزه در فمینیسم نظر گرفته می‌شود.
بر اساس یک بررسی در نشریه جامعه‌شناسی آمریکا، وایکمن اقناع و استدلال می‌کند که «تجزیه و تحلیل همه چیز، از سیستم‌های حمل‌ونقل گرفته تا آزمایش پاپ اسمیر باید شامل آگاهی تکنوفمینیستی از موقعیت‌های متفاوت مردان و زنان به‌عنوان طراح، عامل تولید، فروشنده، خریدار، برنده و کاربران تجسم‌یافته از چنین فناوری‌هایی... باشد.»

## برای‌مطالعه‌بیشتر
- Farquharson, Karen "Book review: 'TechnoFeminism', by Judy Wajcman" Australian Journal of Emerging Technologies and Society, Vol. 2, no. 2 (2004), pp.156–157
- Sarah M. Brown "TechnoFeminism (review)" NWSA Journal Volume 19, Number 3, Fall 2007 pp.225–227
- Amanda du Preez (2 October 2009). Gendered Bodies and New Technologies: Rethinking Embodiment in a Cyber-era. Cambridge Scholars Publishing. p. 131. ISBN 978-1-4438-1541-3.